# Castillo del Príncipe (Cuba)
El castillo del Príncipe, es un fuerte militar enclavado en la Loma de Aróstegui, en La Habana, Cuba.

## Estructura
El castillo tiene la forma de un pentágono irregular y posee dos baluartes, dos semibaluartes y un rediente, comprende además profundos fosos, galerías de minas, almacenes, oficinas, una cisterna y un área de alojamiento con capacidad suficiente para albergar una guarnición de mil soldados, su artillería defensiva contaba con 60 cañones de varios calibres.
Cuenta además con sistema especial de túneles subterráneos construidos con ladrillo rojo que permiten la comunicación con todas las avanzadillas y puestos más apartados del castillo.
La posición del Castillo del Príncipe permitía que desde allí se alcanzase una amplia visión de la ciudad, hasta los restos de la antigua muralla, a partir del Campo de Marte.
El fuerte presidía la Avenida de Carlos III, hoy llamada de Salvador Allende, que conducía a la casa de descanso y recreo de los Capitanes Generales, la llamada Quinta de los Molinos.

## Historia
El fuerte fue construido durante la oleada de construcciones militares en Cuba, luego del fin de la Toma de La Habana, por los ingleses que duró casi un año, el gobierno español se dio cuenta de que la ciudad estaba desprotegida y transformó a la Llave del Nuevo Mundo, en la ciudad más fortificada del continente americano.
El castillo debe su nombre a Carlos de Borbón, Príncipe de Asturias, hijo y futuro sucesor del Rey Carlos III de España. La construcción estuvo a cargo del coronel de ingenieros Silvestre Abarca el mismo que realizó la Fortaleza de San Carlos de La Cabaña en la bahía.
Las obras se inician en 1767 y concluyen en 1779, aunque desde el año 1771, había quedado ya fortificado el lugar, mientras se terminaban de construir el resto de las obras del conjunto militar.
La fortificación tuvo diferentes usos, entre ellos destaca el de cárcel, función que desempeñó desde los tiempos coloniales hasta el triunfo de la Revolución cubana, el castillo llega a ser la más importante de La Habana. El fuerte continúa siendo una prisión hasta la década de 1970 del siglo XX. Luego el gobierno lo transforma en una unidad de ceremonias militares.
Albergó presos comunes y políticos, entre ellos el maestro de José Martí, Rafael María de Mendive. También guardaron prisión Julio Antonio Mella, Eduardo Chibás, Raúl Roa, Juan Marinello y muchos otros prominentes revolucionarios.